# Гура-Каліцей
Гура-Каліцей (рум. Gura Caliței) — село у повіті Вранча в Румунії. Входить до складу комуни Гура-Каліцей.
Село розташоване на відстані 146 км на північний схід від Бухареста, 18 км на південний захід від Фокшан, 80 км на захід від Галаца, 110 км на схід від Брашова.

## Населення
За даними перепису населення 2002 року у селі проживала 1091 особа, усі — румуни. Усі жителі села рідною мовою назвали румунську.